# Port-de-Bouc
Port-de-Bouc település Franciaországban, Bouches-du-Rhône megyében. Lakosainak száma 16 138 fő (2022. január 1.). Port-de-Bouc Fos-sur-Mer, Martigues és Saint-Mitre-les-Remparts községekkel határos.

## Népesség
A település népességének változása:
| Lakosok száma | 14 080 | 20 106 | 18 786 | 17 529 | 17 208 | 17 090 | 16 516 | 16 651 | 16 290 | 16 138 |
|               | 1968   | 1982   | 1990   | 2006   | 2013   | 2015   | 2017   | 2019   | 2020   | 2022   |